# Tarva (Halinga)
Tarva – wieś w Estonii, w prowincji Parnawa, w gminie Halinga.

## Natura
Przez wieś przepływa rzeka Elbu.